# Charles Borgeaud
Charles Borgeaud (15. srpna 1861 Le Sentier – 6. října 1940 Ženeva) byl švýcarský historik a právník, který byl v roce 1901 nominován na Nobelovu cenu za literaturu.

## Život
Narodil se v obci Le Sentier v západošvýcarském kantonu Vaud do šlechtické rodiny. Od roku 1878 studoval na ženevské škole Collège Calvin a poté na Ženevské univerzitě. V průběhu studií působil i v Německu, kde na Univerzitě v Jeně získal doktorát z filozofie. V roce 1886 složil v Ženevě svojí dizertaci pojednáním o starověkých volebních systémech. Poté působil v Londýně a Pařiži, kde se zabýval historií ústavního práva a napsal řadu politologických publikací. Je autorem teoretické koncepce, že moderní demokratické instituce jsou ideově založeny na základech evropské reformace v 16. století. V roce 1901 byl nominován na Nobelovu cenu za literaturu za jeho pojednání o vzniku Ženevské univerzity a ženevské školy Collège Calvin, která byla založena v roce 1559 Janem Kalvínem. Byl hlavním iniciátorem vzniku stometrového Mezinárodního památníku reformace v Ženevě, který byl dokončen v roce 1917. 24. října 1924 obdržel čestné občanství města Ženevy.

## Dílo

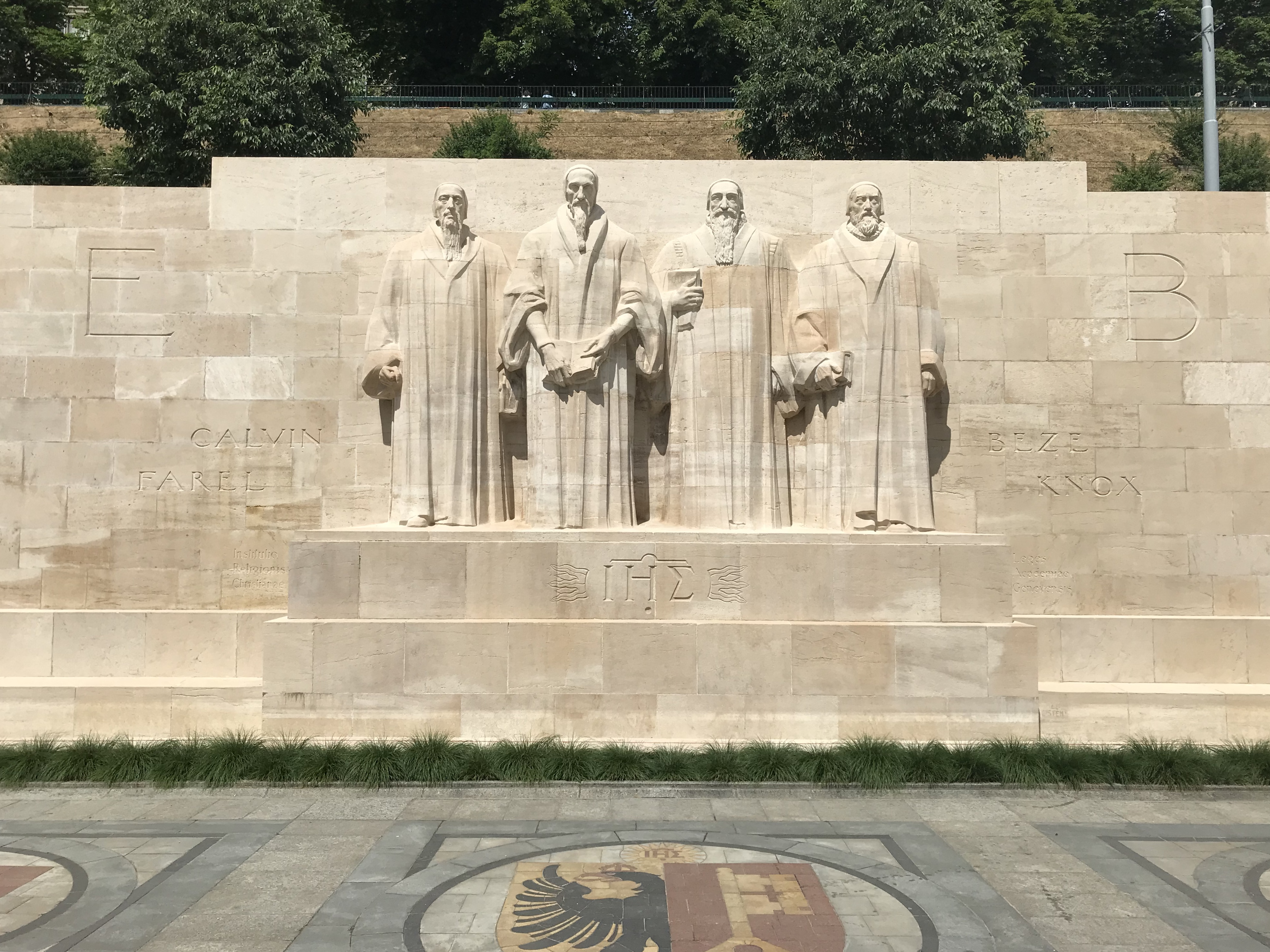
Mezinárodní památník reformace v Ženevě.

Svojí publicistickou činností ovlivnil moderní vnímání kalvinismu. V roce 1907 během svého pobytu Berlíně přeložil Edvard Beneš Borgeaudovu knihu Vznik, rozšíření a povaha psaných ústav do češtiny.

## Výběr z díla
- J.-J. Rousseau's Religionsphilosophie, 1883.
- Établissement et revision des constitutions en Amérique et en Europe, 1893.
- Histoire du plébiscite: t. 1. le plébiscite dans l'antiquité, Grèce et Rome, 1887.
- Calvin, fondateur de l'Académie de Genève, 1897.
- Histoire de l´université de Genève: L'Académie de Calvin, 1900.
- Le Jean-Jacques Rousseau genevois de Gaspard Vallette..., 1912.
- La chute, la restauration de la République de Genève et son entrée dans la Confédération suisse, 1798-1815, 1915.
- La neutralité suisse au centre de la Société des nations, 1921.